# Willerby, North Yorkshire
Willerby är en ort och civil parish i Storbritannien.   Den ligger i grevskapet North Yorkshire och riksdelen England, i den centrala delen av landet, 300 km norr om huvudstaden London. Willerby ligger 157 meter över havet och antalet invånare är 708.
Terrängen runt Willerby är platt österut, men västerut är den kuperad. Willerby ligger uppe på en höjd. Runt Willerby är det ganska tätbefolkat, med 139 invånare per kvadratkilometer. Närmaste större samhälle är Scarborough, 11,1 km norr om Willerby. Trakten runt Willerby består till största delen av jordbruksmark.